# Rhopalorhynchus pedunculatus
Rhopalorhynchus pedunculatus är en havsspindelart som beskrevs av Stock, J.H. 1957. Rhopalorhynchus pedunculatus ingår i släktet Rhopalorhynchus och familjen Colossendeidae.
Artens utbredningsområde är Röda havet. Inga underarter finns listade i Catalogue of Life.